# Ostersamstag
Der Ostersamstag (nord- und ostdeutsch Ostersonnabend) ist in der christlichen Tradition der Samstag der Osteroktav (lat. Sabbato infra Octavam Paschae) und damit der Samstag nach dem Osterfest vor dem Weißen Sonntag. Der frühestmögliche Termin ist der 28. März, der späteste der 1. Mai.
Umgangssprachlich wird heute abweichend oft der Karsamstag bzw. Karsonnabend als Ostersamstag oder Ostersonnabend bezeichnet.